# Allgemeine Geologie
Die allgemeine Geologie umfasst die phänomenologischen und theoretischen Aspekte der Geologie. Sie wird insbesondere abgegrenzt von der Angewandten und der Historischen Geologie, teilweise auch von der Geologischen Landesaufnahme (geologische Karten und ihre Herstellung).

## Die wichtigsten Forschungsthemen der Allgemeinen Geologie
- die oberflächennahen und unterirdischen Kräfte, die auf den Erdkörper einwirken
- die daraus folgende Entstehung und Klassifizierung der Gesteine,
  - insbesondere Magmatite (Tiefen- und Ergussgesteine), die daraus gebildeten Sedimentite, und die Umwandlung zu Metamorphiten
  - die Zusammensetzung der Gesteine (siehe auch Mineralogie und Petrografie)
  - die spezifischen Gesteinsausprägungen hinsichtlich (Gefüge und Struktur)

## Endogene und exogene Kräfte
Die Kräfte bzw. Prozesse werden ihrer Ursache nach in exogene (an der Erdoberfläche) und in endogene Kräfte (im Erdinneren) unterschieden.
Während die kleinräumigen Analysen eher Thema der geologischen Landesaufnahme (Exkursionen, geolog. Karten) bzw. der Angewandten Geologie (Naturgefahren, Exploration von Rohstoffen, Grundlagen für das Bauwesen) sind, sind großräumige Untersuchungen vorwiegend die Aufgabe der Allgemeinen Geologie. Typisch hierfür ist die Forschung zum Kreislauf der Gesteine und der Prozesse, die ihn antreiben – siehe auch Plattentektonik. Hier besteht eine enge Kooperation zur Geophysik und Geodäsie.
Etwas kleinräumiger (detaillierter) arbeitet der allgemeine Geologe z. B. bei der Erforschung der Erosion und der Sedimentation, die er traditionell folgendermaßen klassifiziert:
- physikalische Ursachen (Wasser, Eis, Wind, Bergstürze) und die zugehörigen Prozesse der Ablagerung (Schutthalden, Schotter, Sand, Ton usw. und deren spätere Verfestigung (Diagenese)), ferner
- chemische Ursachen wie Verwitterung und Ausfällung (z. B. Salze, Bergmilch, Gips, Kalke)
- biogene Sedimente (v. a. viele Arten von Kalkstein). Hier besteht ein enger Zusammenhang zur Bodenkunde.

Andere wichtige Forschungsthemen sind u. a. die großräumige Metamorphose und Tektonik (siehe auch Plattentektonik und Gebirgsbildung) und der Vulkanismus bzw. die Bildung von Plutoniten (Granit etc.). Wesentlich zum Verständnis der Landformen und ihrer Entstehung ist auch die Quartärgeologie (geologisch-sedimentologische Folgen der Eiszeiten) und die Bruchtektonik, die beide zur Ausbildung vieler flacher, dicht bewohnter Lebensräume unseres Planeten führen (Flachländer, tektonische und Sedimentbecken).
Während bis etwa 1970 die Geologen die bei all diesen Vorgängen auftretenden Verschiebungen und Kräfte eher beschreibend-qualitativ untersucht haben, bringt nun seit einigen Jahrzehnten die Numerische Geologie auch physikalisch-mathematisch strenger modellierte Untersuchungen in die Erdwissenschaften ein. Schwierige Fragen dabei sind u. a. die Modellierung der physikalischen Kräfte, was sich angesichts der Vielfalt von Gesteinen, ihrer mechanisch-chemischen Eigenschaften und ihrer Lagerungsverhältnisse oft zur Sisyphusarbeit auswächst. 
Als langfristiges Ziel der Allgemeinen Geologie kann neben der umfassenden Beschreibung des Erdkörpers – in Kooperation mit Geophysik und Geologie – gelten, die Bewegungen und Kräfte der innerlich „lebendigen Erde“ nicht nur zu beobachten und zu interpretieren, sondern auch physikalisch zu beschreiben und Voraussagen treffen zu können.